# Cement

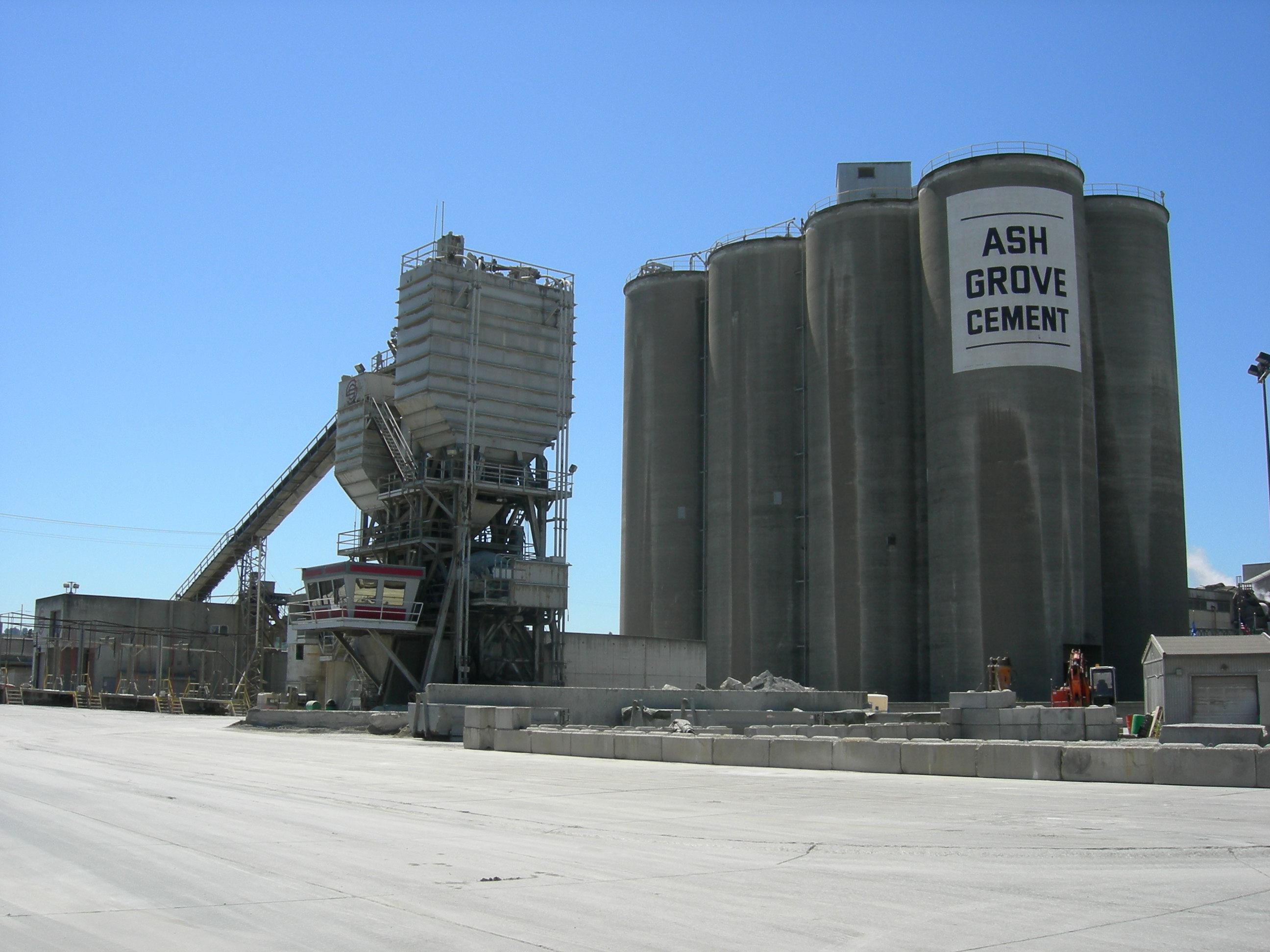
Cementárna; Seattle, Washington

Cement je obecně pojivo, látka, skládající se z anorganických surovin, která má schopnost tuhnout a vázat další materiály dohromady. Nejobvyklejší portlandský cement obsahuje zejména oxid vápenatý a křemičitý, výrobní proces zahrnuje pálení vápence s jílem či pískem a případnými příměsemi. Je součástí betonu či malty.

## Význam slova
Kořeny slova cement sahají k starověkým Římanům, kteří výraz „opus caementicium“ používali pro zdivo podobné betonu, vyrobené ze směsi obsahující jako pojivo pálené vápno. Sopečný popel pucolán ve směsi s páleným vápnem vytvářel hydraulické pojivo nazývané Římany cementum, cimentum, cäment a nakonec cement.
Dnes slovo cement označuje práškové pojivo, jehož schopnosti pojit jiné sypké látky v pevnou hmotu se využívá ve stavebnictví při výrobě betonových nebo maltových směsí. Dělí se na hydraulický, který po smíchání s vodou tuhne a tvrdne (např. portlandský) a vzdušný, který pro tvrdnutí vyžaduje přítomnost oxidu uhličitého (nelze použít pod vodou).

## Historie

### Starověk a středověk

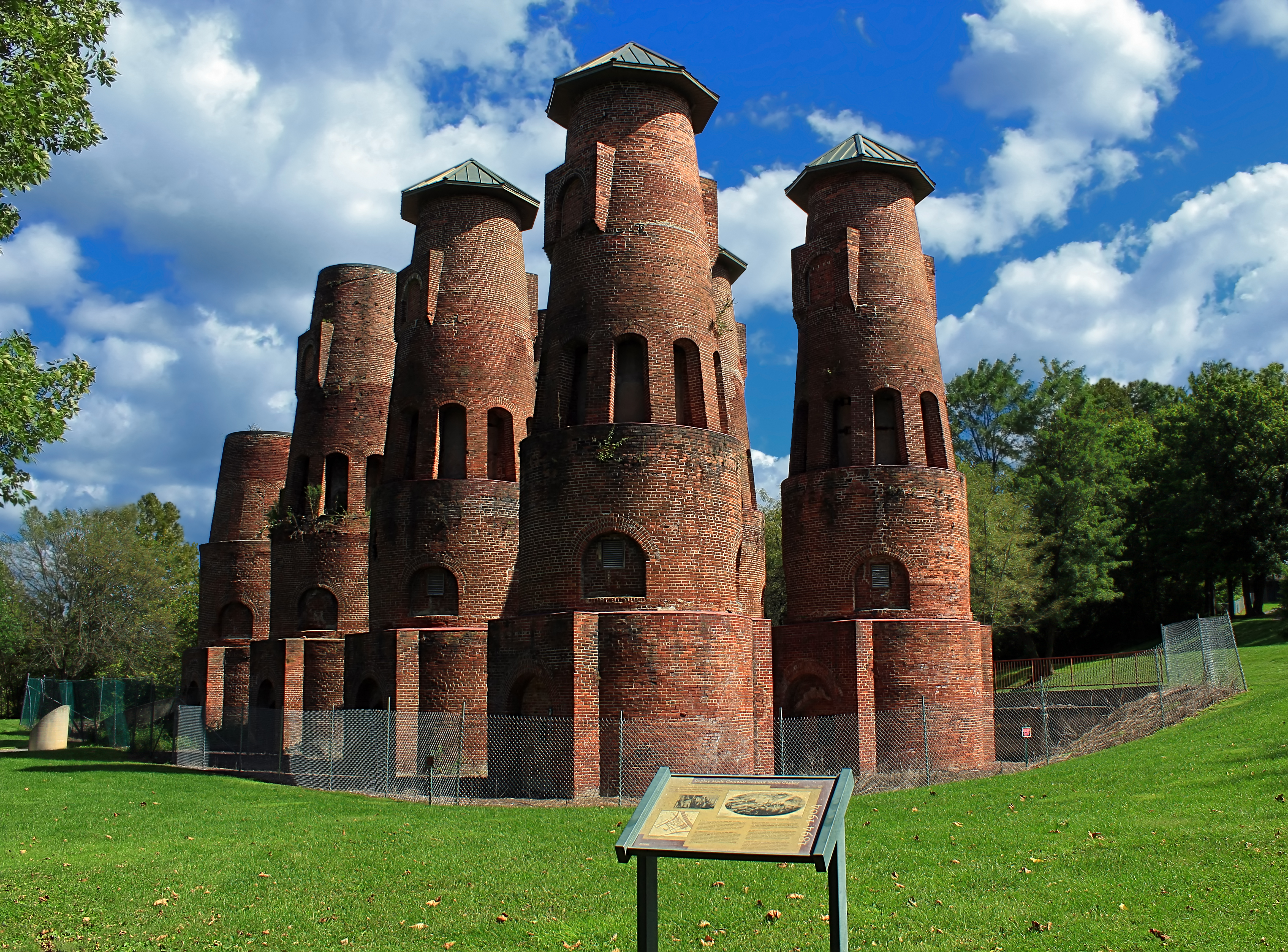
Vertikální pece na portlandský cement z konce 19. stol. v Coplay, Pensylvánie, USA

První použití pojiv na bázi přírodního nebo vyráběného cementu se datuje do republikánského období starověkého Říma (okolo roku 200 př. n. l.), kdy se jako materiál na výrobu pojiva začal používat sopečný produkt pucolán – přírodní hydraulický cement s vynikajícími vlastnostmi. Tento druh pojiv umožnil vybudování významných inženýrských staveb, přístavních hrází, akvaduktů a mostů v celé oblasti Středomoří. Mnoho vynikajících příkladů těchto staveb ještě stojí. Technologickým zázrakem je například obrovská kupole Pantheonu v Římě: má průměr 43,22 m (až do 20. století největší kupole světa) a byla vytvořena za sedm let (118–125) postupným odléváním betonových, na sebe vrstvených řad kazet, přičemž do betonu byly pro odlehčení zality duté amfory a kusy pemzy. Kupole srovnatelné velikosti byly ještě o jeden a půl tisíce let později stavěny technologií kamenné či cihlové klenby, přičemž taková stavba trvala po desítky let.
Podle všeobecně přijímaného názoru byla znalost používání hydraulických pojiv ztracena se zánikem Římské říše a znovuobjevena až v souvislosti s novověkými pokusy Johna Smeatona. V této souvislosti jsou proto překvapivé analýzy původního zdiva Karlova mostu z roku 2008, které prokázaly unikátní příklad pokračování antické tradice použitím vysoce kvalitních malt/betonů s hydraulickým pojivem na této středověké stavbě.

### Novodobá historie výroby

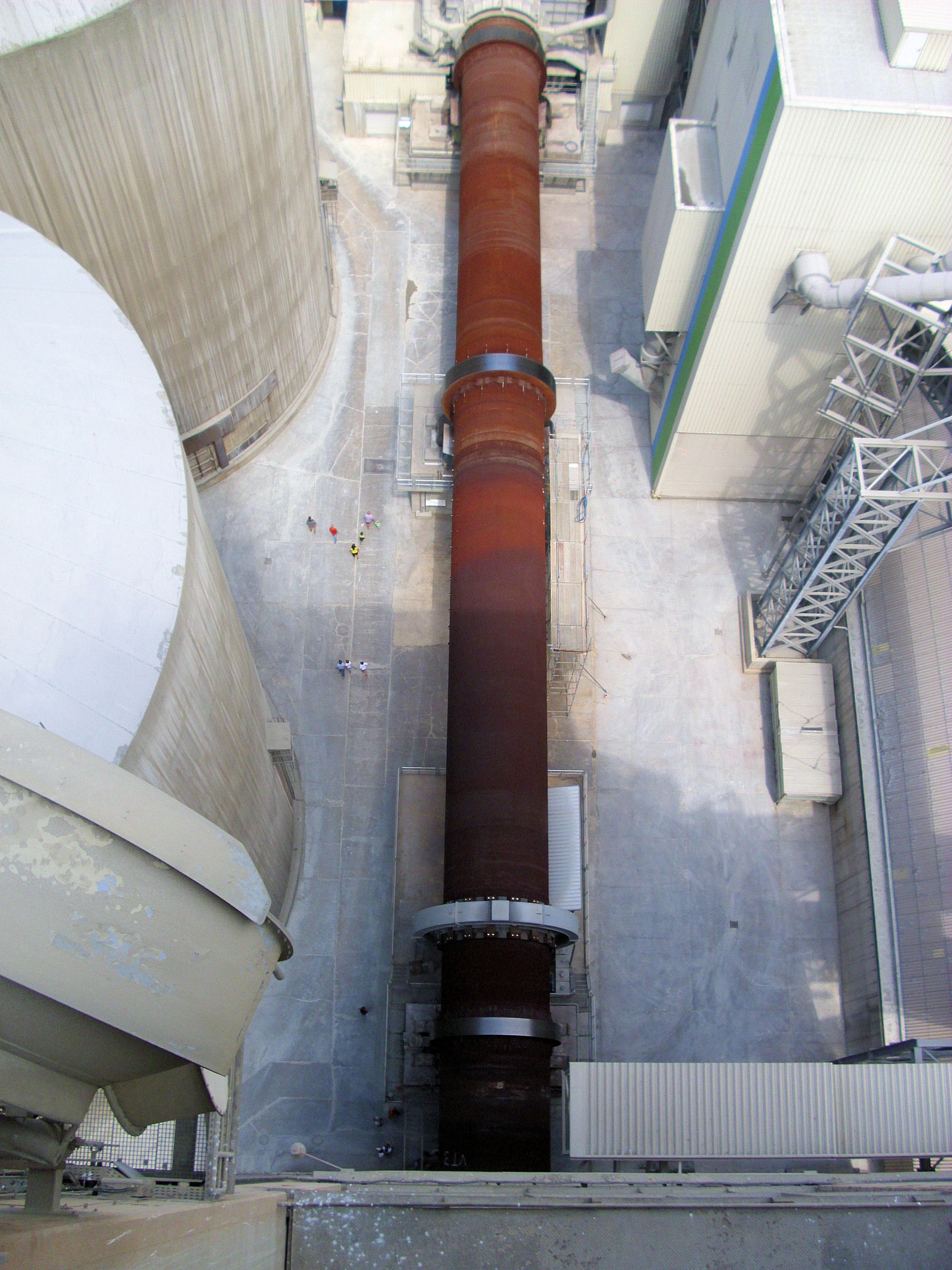
Rotační pec na portlandský cement o průměru 4m dlouhá 84m v Rohrdorfu, Bavorsko

V roce 1824 obdržel patent na výrobu cementu Joseph Aspdin. Měl minimální vědecké znalosti, proto s ním spolupracoval jeho syn William Aspdin, jenž založil tradici průmyslové výroby cementu v North West Kent v Anglii.
V roce 1840 byla založena ve Francii u Boulogne sur Mer průmyslová výrobna cementu.
Od roku 1850 vyráběla firma Brunkhorst & Westfalen v Buxtehude u Hamburku první portlandský cement v Německu.
V roce 1860 několik německých šlechticů v Čechách založilo výrobu cementu v Bohosudově u Teplic. V roce 1870 z českého kapitálu založil Ferdinand Barta (1838–1892) cementárnu v Radotíně a za dva roky cementárnu v Podolí.
Ve Spojených státech začala výroba portlandského cementu na přelomu šedesátých a sedmdesátých let 19. století.
V roce 1889 byla zahájena výroba cementu v Kanadě.

## Složení cementu
Cement se skládá z tzv. slínkových minerálů, jedná se o komplexy skládající se z různých oxidů a existuje jich celkem asi 20. Mezi nejběžnější patří však patří následující čtyři:
| systematický název         | triviální název | zjednodušený vzorec | chemický vzorec      |
| -------------------------- | --------------- | ------------------- | -------------------- |
| trikalciumsilikát          | alit            | C3S                 | 3CaO · SiO2          |
| dikalciumsilikát           | belit           | C2S                 | 2CaO · SiO2          |
| tetrakalciumaluminiumferit | celit           | C4AF                | 4CaO · Al2O3 · Fe2O3 |
| trikalciumaluminát         | —               | C3A                 | 3CaO · Al2O3         |

Pro zápis se používá zjednodušení: CaO je označován jako C, SiO2 jako S, Al2O3 jako A, Fe2O3 jako F a SO3 jako S či Š.

## Typy cementu
Cementy se ve světě třídí buď podle evropské normy EN 197-1 (v Česku ČSN EN 197-1) či podle amerických norem ASTM C150 (portlandský cement) ASTM C595 (směsné cementy).
Norma EN 197-1 cementy dělí podle složení na:
| Druh cementu | Označení                  | Popis                                                                                    | Vlastnosti                                                                             |
| ------------ | ------------------------- | ---------------------------------------------------------------------------------------- | -------------------------------------------------------------------------------------- |
| I            | Portlandský cement        | Obsahuje portlandský cement a nejvýše 5 % dalších příměsí                                | Rychlý nárůst pevnosti, vysoké hydratační teplo                                        |
| II           | Portlandský směsný cement | Portlandský cement a nejvýše 35 % dalších jednoduchých příměsí                           | Vlastnosti závisí na příměsi                                                           |
| III          | Vysokopecní cement        | Portlandský cement a větší množství vysokopecní strusky                                  | Pomalý nárůst pevnosti, nízké hydratační teplo, vysoká odolnost v agresivním prostředí |
| IV           | Pucolánový cement         | Obsahuje portlandský cement a větší množství pucolánu                                    | Pomalý nárůst pevnosti, odolnost v mokrém prostředí, odolnost vůči mořské vodě         |
| V            | Směsný cement             | Obsahuje portlandský cement a větší množství vysokopecní strusky a pucolánu nebo popílku | Nízká pevnost, hodí se nenáročné a podkladové konstrukce                               |

Americká norma C150 uvádí také rozdělení cementů do pěti tříd značených I–V, ale toto značení nemá s evropským označením nic společného.
Cementy se dále rozdělují do pevnostních tříd: v EN 197-1 jsou normalizované pevnostní třídy 32,5; 42,5 a 52,5 – dříve používaná třída 22,5 je zrušena. Třída udává pevnost zkušebního trámečku v MPa po 28 dnech – zkouška je definována podle EN 196-1. Dále se uvádí písmenné označení – N pro normální náběh pevnosti, R pro rychlý nárůst.

## Vlastnosti z hlediska ochrany zdraví a životního prostředí

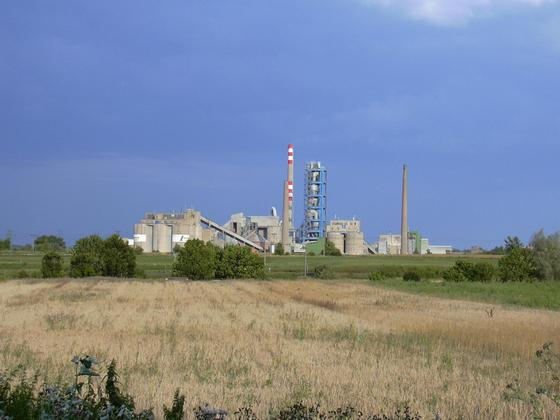
Čížkovická cementárna

Cement může působit na zdraví nepříznivě těmito účinky:
- mechanickým drážděním pokožky (iritační dermatitida)
- vlivem přítomných sloučenin šestimocného chromu na pokožku (alergická dermatitida – citlivost byla zjištěna u 5–10 % stavebních dělníků)
- popálením – směs cementu s vodou je silně zásaditá – zejména je nutno zabránit vniknutí do očí
- vdechnutím prachu

K omezení účinků šestimocného chromu se cement v baleních, u kterých se předpokládá ruční zpracování (pytlovaný), mísí se specifickými redukčními činidly. Volně ložený cement (vagónový, z automobilových přepravníků) určený pro uzavřené procesy, kde nepřijde do styku s pokožkou, limity obsahu chromu nemusí splňovat a zpracovávat jej ručně je nežádoucí.
Nebezpečnost hotového cementu pro životní prostředí se neočekává.